# Glycaspis polymelasma
Glycaspis polymelasma är en insektsart som beskrevs av Moore 1964. Glycaspis polymelasma ingår i släktet Glycaspis och familjen rundbladloppor. Inga underarter finns listade i Catalogue of Life.